# 福本眸
福本 眸（ふくもと ひとみ、2000年1月11日 - ）は、日本の女子バレーボール選手である。

## 来歴
三重県松阪市出身。友達に誘われて、小学3年生からバレーボールを始める。
三重高等学校、国士舘大学を経て、2021/22シーズン、V.LEAGUE DIVISION1 WOMEN（V1女子）に所属するKUROBEアクアフェアリーズの内定選手となった。内定選手としてV1女子の試合に出場し、Vリーグデビューを果たした。
2022年、大学卒業後に、KUROBEアクアフェアリーズに入団した。
2023年、日本代表登録メンバーに選出された。
2024年5月、KUROBEを退団。6月にデンソーエアリービーズ入団が発表された。

## 球歴
- 日本代表（2023年）

## 所属チーム
- 三重高等学校（2015-2018年）
- 国士舘大学（2018-2022年）
- KUROBEアクアフェアリーズ（2022-2024年）
- デンソーエアリービーズ（2024年-）